# Как по морю
Как по морю (в белорусской версии — Што й па мору) — русская и белорусская широко распространённая хороводная песня. Также могла исполняться как свадебная или колыбельная.
По мнению кандидата искусствоведения Н. А. Урсеговой, со свадебными песнями её роднит „характерные музыкально-стилевые черты, свойственные свадебным песенным образцам «песенно-причетного» мелодического типа“.
Относится к весенним играм. В Сибири её хороводы по эту песню водили на осенних вечёрках.
Песня использовалась коми (зырянами) как свадебная. Песню «Как по морю, как по морю» пели бурлаки, так как она имела четкиё ритм и бодрый напев, поднимала настроение и способствовала мерному движению «в ногу».
По колыбельной песне Смоленской области в 2018 году Наталией Фаустовой в серии «Колыбельные разных народов» создан мультфильм.
В селе Стропицы Рыльского района Курской области под эту песню водят танок на Красную горку.
Обработка песен: П. Н. Триодин, В. Самарин, Д. Б. Локшин.
Исполнители: Валентина Толкунова.

## Сюжет
Существует множество вариантов песни. В смоленском варианте говорится о плывущих по морю уточках (табун уток), одну из которых («малая чирыка») серый селезень берёт за правое крыло. А по улице идут карагоды девок, и младшая Пашечка, которую берёт за правую руку молодой Васечка. Все девочки заплакали, на что говорится, что настанет время и вам Бог «осудит» такую же долю.
В тамбовском варианте по морю плывёт белая лебедь с малыми утятами. Молодой сокол разбивает лебединое стадо, «кровь пустил он по синю морю, пух пустил по чисту полю». Появляется девица, которая «брала перья на перинушку, а пух брала на подушечки». Появляется парень который хочет помочь девице, а затем предлагает взять её замуж.
В песне образ сокола (селезня) является олицетворением неженатого парня, жениха, что типично для восточнославянской песенной традиции.